# Trpimir Jurkić
Trpimir Jurkić (Split, 17. ožujka 1963.) je hrvatski filmski, televizijski i kazališni glumac, dramski pisac i redatelj.

## Životopis
Glumom se počinje baviti sredinom 1980-ih u Gradskom kazalištu mladih u Splitu, a Akademiju dramskih umjetnosti upisuju 1989. godine. Glumcem Hrvatskog narodnog kazališta u Splitu postaje 1993. godine. Nešto kasnije počinje pisati dramske tekstove. Njegova prva drama pod nazivom "Milosrdni Samaritanac" nagrađena je 1996. III nagradom za dramsko djelo "Marin Držić" Ministarstva kulture Republike Hrvatske.
Jurkić je jedini hrvatski scenski umjetnik koji je na Marulićevim danima osvojio tri glavne nagrade u dvije različite kategorije. Nagrađivan je i kao glumac i kao dramski pisac. Nagradu Marul za glumačka ostvarenja prvi put dobiva 1995. za ulogu Intrigala u predstavi "Ljubovnici" splitskog GKM-a. Godine 2002. po drugi put dobiva istu nagradu za ulogu Nikole u predstavi "Nosi nas rijeka" HNK Split. Nagradu Marul za izvedeni dramski tekst dobiva 2000. za predstavu "Kajin i Abel" izvedenu u HNK Split.
Na pozornici je 2007. godine uprizorio nagrađivanu dokumentarnu dramu "Zapisi iz nevremena", koja je nastala iz eseja, tekstova i razmišljanja don Branka Sbutege. Za ovu je monodramu dobio posebnu nagradu žirija na Međunarodnom festivalu glumca u Nikšiću. Od 2014. je vršitelj dužnosti ravnatelja Drame splitskog HNK.

## Filmografija

### Televizijske uloge
- "Područje bez signala" kao vlasnik kuće (2021.)
- "Novine" kao Nikola Martić (2016. – 2020.)
- "Patrola na cesti" kao Drago (2015.)
- "Emanuel Vidović" kao don Nikola Žiška (2015.)
- "Crno-bijeli svijet" kao Džindžer (2015.)
- "Glas naroda" kao Zvone Piteša (2014.)
- "Lud, zbunjen, normalan" kao Zulfa (2014.)
- "Tijardović" kao Niko Bartulović (2013.)
- "Loza" kao Šime Krstulović (2011. – 2012.)
- "Stipe u gostima" kao Joke (2009. – 2011.)
- "Mamutica" kao gazda (2008. – 2010.)

### Filmske uloge
- "Garbura" kao Ante (2022.)
- "Marko" (kratki film) (2021.)
- "Zora" kao radnik #1 (2020.)
- "Sam samcat" kao Jošić (2018.)
- "Comic Sans" kao svećenik (2018.)
- "Behemot" (kratki film) kao Stanko (2017.)
- "Zvizdan" kao Ivanov/Lukin otac (2015.)
- "Priča o Mari iz Velog Varoša" kao doktor (2013.)
- "Nije sve u lovi" kao direktor (2013.)
- "Snig" kao Ante (2012.)
- "Onda vidim Tanju" (kratki film) kao Tanjin otac (2010.)
- "Kenjac" kao Iko (2009.)
- "Kino Lika" kao policajac (2008.)
- "Iza stakla" kao cestovni radnik (2008.)
- "Trešeta" kao Jure (2006.)
- "Oprosti za kung fu" kao mladić (2004.)
- "Anđele moj dragi" kao fra Krešimir (1995.)

## Vanjske poveznice
- Trpimir Jurkić u internetskoj bazi filmova IMDb-u (engl.)
- Trpimir Jurkić na teatar.hr